# Абеді Пеле
Абеді́ Аю́ (англ. Abedi Ayew) відоміший як Абеді Пеле́ (англ. Abedi Pele; нар. 5 листопада 1964 року, Аккра, Гана) — колишній ганський футболіст. Один з найкращих африканських футболістів, включений до списку ФІФА 100. Колишній капітан збірної Гани. Батько Андре Аю

## Титули та досягнення

### Командні
«Марсель»
- Чемпіон Франції: 1990–91, 1991–92, 1992-93 (скасовано)
- Переможець Ліги чемпіонів: 1992–93
- Фіналіст Кубка європейських чемпіонів: 1990-91

«Аль-Садд»
- Володар Кубка Еміра Катару: 1983

«Аль-Айн»
- Володар Кубка Президента ОАЕ: 1998-99

Гана
- Володар Кубка африканських націй: 1982
- Срібний призер Кубка африканських націй: 1992

### Індивідуальні
- Включений до ФІФА 100
- Футболіст року в Африці: 1991, 1992, 1992
- Гравець року ФІФА: 1992